# Astrología médica
La astrología médica, conocida tradicionalmente como iatromatemática, es un antiguo sistema pseudo médico que asocia varias partes del cuerpo, enfermedades y sustancias a la influencia del Sol, la Luna y los planetas, junto con los doce signos zodiacales. Cada uno de los signos astrológicos, junto con el Sol, la Luna y los planetas, se asocia con diferentes partes del cuerpo humano.

## Visión general

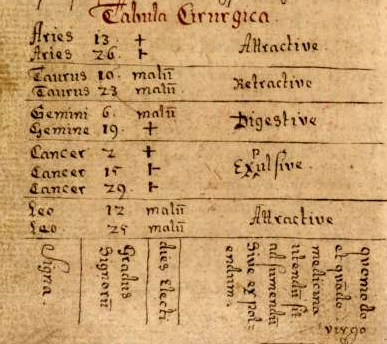
Esta tabla, de un manuscrito islandés del, relaciona fechas astrológicas con preparaciones medicinales.

La astrología médica posibilita la asociación de cada signo del zodíaco con partes del cuerpo, y era mencionada ya por Manilio (siglo I) en su poema épico (8000 versos) Astronomica. Se creía que los signos del zodíaco presidían distintas partes del cuerpo, cubriéndolo desde la cabeza (Aries ) a los pies (Piscis) de la siguiente manera:
- Aries: cabeza, cara, cerebro, ojos
- Tauro: garganta, cuello, glándula tiroidea, aparato fonador
- Géminis: brazos, pulmones, hombros, manos, sistema nervioso, cerebro
- Cáncer: pecho, mamas, estómago, región dorsal,tracto alimentario
- Leo: corazón, páncreas, columna vertebral
- Virgo: sistema digestivo, intestino delgado, bazo, sistema nervioso
- Libra: riñones, piel, región lumbar, glúteos, vesícula biliar
- Escorpio: sistema reproductor, órganos sexuales, intestino grueso, aparato excretor
- Sagitario: caderas, muslos, hígado, nervio ciático
- Capricornio: rodillas, tendones, sistema esquelético
- Acuario: tobillos, sistema circulatorio
- Piscis: pies, dedos de los pies, sistema linfático, tejido adiposo

Los planetas en la astrología occidental también se asocian con determinadas partes y funciones del cuerpo:

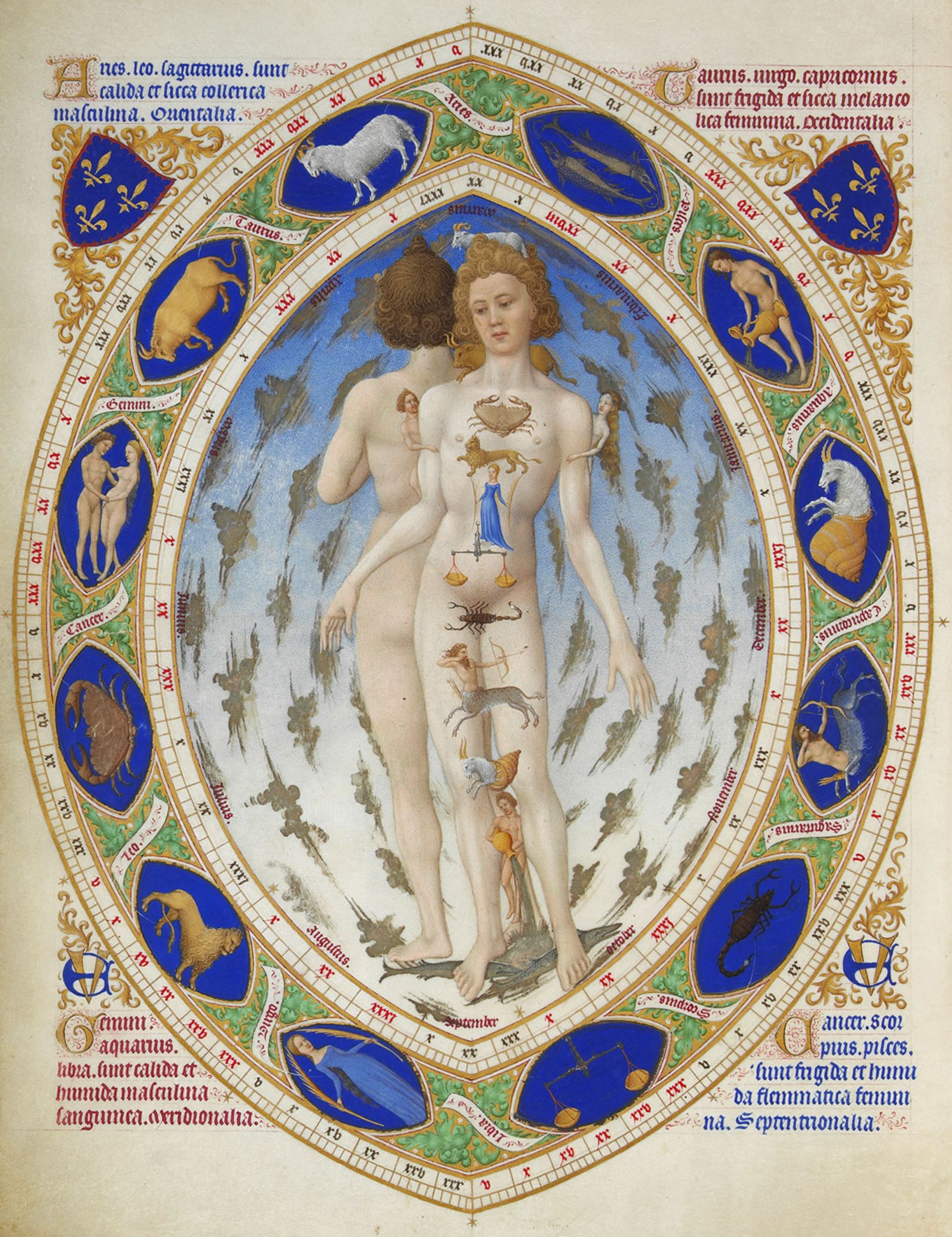
El ser humano anatómico-astrológico

- Sol: corazón, columna vertebral, y vitalidad en general
- Luna: estómago, sistema digestivo, órganos sexuales femeninos, sistema linfático
- Mercurio: cerebro, sistema nervioso central, glándula tiroidea, cinco sentidos, manos
- Venus: garganta, riñones, timo, sentido del tacto, ovarios
- Marte: músculos, cabeza, glándulas adrenales, sentidos del olfato y del gusto
- Júpiter: hígado, muslos, pies, crecimiento, glándula pituitaria
- Saturno: piel, pelo, dientes, huesos, sistema inmunológico, bazo
- Urano: glándula paratiroides, actividad neuronal, aura
- Neptuno: glándula pineal, sanamiento psíquico
- Plutón: páncreas, metabolismo, eliminación

Tras examinar la carta natal del individuo, un astrólogo médico puede aconsejar a su cliente en cuanto a las partes del cuerpo en las que puede experimentar molestias. Por ejemplo, se supone que una persona con el Sol, la Luna, el Ascendente o muchos planetas en Aries puede presentar más dolores de cabeza que el resto, dada la asociación de Aries con la cabeza. Una persona con Tauro fuerte en la carta natal tendrá más dolores de garganta y problemas de voz, a causa de la asociación taurina con esta parte del cuerpo.

## Publicaciones
- Cornell, H.L., M.D., The Encyclopaedia of Medical Astrology (1933), Astrology Classics [Abington, MD, 2010.]
- Culpepper, Nicholas, Astrological Judgement of Diseases from the Decumbiture of the Sick (1655) ISBN 1-5381-0113-0
- Ficino, Marsilio, Three Books on Life (1489) [De vita libri tre] translated by Carol V. Kaske and John R. Clark, Center for Medieval and Early Renaissance Studies, State University of New York at Binghamton and The Reaissance Society of America (1989.) ISBN 0-86698-041-5
- Gailing, Stephanie, Planetary Apothecary, ISBN 978-1-58091-191-7
- Heindel, Max & Heindel, Augusta Foss, The Message of the Stars (Part II: Medical Astrology), ISBN 0-911274-18-9
- Heindel, Max & Heindel, Augusta Foss, Astro-Diagnosis – A Guide to Healing, ISBN 0-911274-06-5
- Nauman, Eileen, Medical Astrology, ISBN 0-9634662-2-4
- Ridder-Patrick, Jane, A Handbook of Medical Astrology, ISBN 978-0-9551989-0-8
- Saunders, Richard, The Astrological Judgment and Practice of Physick (1677) ISBN 1-161-41322-7
- Lilly, William, Christian Astrology (1647)